# Cantón de Menat
El cantón de Menat era una división administrativa francesa, que estaba situada en el departamento de Puy-de-Dôme y la región de Auvernia.

## Composición
El cantón estaba formado por doce comunas:
- Blot-l'Église
- Lisseuil
- Marcillat
- Menat
- Neuf-Église
- Pouzol
- Saint-Gal-sur-Sioule
- Saint-Pardoux
- Saint-Quintin-sur-Sioule
- Saint-Rémy-de-Blot
- Servant
- Teilhet

## Supresión del cantón de Menat
En aplicación del Decreto n.º 2014-210 de 21 de febrero de 2014, el cantón de Menat fue suprimido el 22 de marzo de 2015 y sus 12 comunas pasaron a formar parte; ocho del nuevo cantón de Saint-Georges-de-Mons y cuatro del nuevo cantón de Saint-Éloy-les-Mines.